# 541
| [ Edytuj tabelę ]          |                                                                  |
| Cesarz Bizancjum           | - 527 Justynian I Wielki 565                                     |
| Cesarz Chin                | - 502 Liang Wudi 549                                             |
| Król Essexu                | - 527 Aescwine 587                                               |
| Król Franków               | - 511 Childebert I 558 - 534 Teodebert I 548 - 511 Chlotar I 561 |
| Cesarz Japonii             | - 539 Kinmei 571                                                 |
| Król Kentu                 | - 522 Eormenric 560                                              |
| Patriarcha Konstantynopola | - 536 Menas 552                                                  |
| Władca Korei               | - 531 Anwŏn 545                                                  |
| Król Mercji                | - 501 Cnebba (?) 566                                             |
| Król Munsteru              | - 527 Crimthann 547                                              |
| Król Ostrogotów            | - 540 Ildibald 541 - 541 Eraryk 541 - 541 Totila 552             |
| Papież                     | - 537 Wigiliusz 555                                              |
| Król Persji                | - 531 Chosrow I 579                                              |
| Król Wizygotów             | - 531 Teudis 548                                                 |

Rok 541 / DXLI
stulecia: V wiek ~
VI wiek ~
VII wiek

lata: 531 «
536 «
537 «
538 «
539 «
540 «
541
» 542
» 543
» 544
» 545
» 546
» 551

## Wydarzenia
- 25 maja – Eraryk został królem Ostrogotów.
- Na front wojny bizantyjsko-perskiej został wysłany wódz bizantyjski, Belizariusz.
- Plemienną federacją Ujgurów zaczęli rządzić Heftalici.
- Totila, nowy król Ostrogotów, rozpoczął odbijanie Italii z rąk wschodniorzymskich.
- Wybrano ostatniego konsula rzymskiego, którym był Anicius Faustus Albinus Basilius.
- Początek pandemii dżumy (tzw. dżuma Justyniana), która objęła większość Europy, Afrykę Północną oraz Azję Południowo-Zachodnią i Centralną.

## Urodzili się
- Sui Wendi, cesarz chiński w latach 584–604, który ponownie zjednoczył podzielone od wieków Chiny i w tej formie państwo przetrwało z krótkimi przerwami po dziś dzień.

## Zmarli
- Eraryk, król ostrogocki obrany w tym samym roku. Zgładzony na rozkaz Totili, ku któremu przychyliła się druga część starszyzny gockiej
- Ildibald, król Ostrogotów w latach 540–541, zamordowany przez służącego